# Koźniewo-Łysaki
Koźniewo-Łysaki – wieś sołecka w Polsce położona w województwie mazowieckim, w powiecie ciechanowskim, w gminie Sońsk.
W latach 1975–1998 miejscowość administracyjnie należała do województwa ciechanowskiego.
Koźniewo-Łysaki graniczą z miejscowościami: Komory Dąbrowne, Gąsocin, Koźniewo Wielkie.